# Herbertus runcinatus
Herbertus runcinatus là một loài rêu tản trong họ Herbertaceae. Loài này được (Taylor) Kuhnem. miêu tả khoa học lần đầu tiên năm 1937.